# Sophie Scholl – ostatnie dni
Sophie Scholl – ostatnie dni (niem. Sophie Scholl – Die letzten Tage) – niemiecki dramat filmowy z 2005 roku w reżyserii Marca Rothemunda. Zdjęcia kręcono w Monachium.
Film jest opowiadaniem o działalności Białej Róży, organizacji antyhitlerowskiej. Członkowie grupy zostają aresztowani w 1943 roku za rozrzucanie na uczelni ulotek o antynazistowskiej treści. Sophie i jej brat zostają przesłuchani i wychodzi na jaw, kim są i co robią.

## Obsada
- Julia Jentsch – Sophie Scholl
- Fabian Hinrichs(inne języki) – Hans Scholl
- Gerald Alexander Held(inne języki) – Robert Mohr
- Johanna Gastdorf(inne języki) – Else Gebel
- André Hennicke – sędzia Roland Freisler
- Florian Stetter – Christoph Probst
- Johannes Suhm(inne języki) – Alexander Schmorell
- Maximilian Brückner(inne języki) – Willi Graf
- Jörg Hube(inne języki) – Robert Scholl
- Petra Kelling(inne języki) – Magdalena Scholl
- Franz Staber(inne języki) – Werner Scholl
- Lili Jung – Gisela Schertling
- Norbert Heckner(inne języki) – Profesor Wuest

## Nagrody i nominacje
Nagroda Akademii Filmowej
- Oscar dla najlepszego filmu nieanglojęzycznego (nominacja)

55. Międzynarodowy Festiwal Filmowy w Berlinie
- Srebrny Niedźwiedź dla najlepszego reżysera – Marc Rothemund
- Srebrny Niedźwiedź dla najlepszej aktorki – Julia Jentsch
- Nagroda Jury Ekumenicznego: Najlepszy film w konkursie
- Złoty Niedźwiedź (nominacja)

Europejska Nagroda Filmowa
- Najlepsza aktorka – Julia Jentsch
- Nagroda publiczności dla najlepszej aktorki europejskiej – Julia Jentsch
- Nagroda publiczności dla najlepszego reżysera europejskiego – Marc Rothemund
- Najlepszy europejski film roku (nominacja)